# Cmentarz żydowski w Bodzentynie
Cmentarz żydowski w Bodzentynie – kirkut znajdujący się w zagajniku pośród pól na północnym zboczu Miejskiej Góry, przy drodze do Świętej Katarzyny na wysokości granicy miasta Bodzentyn. Na obszarze 2 ha zachowało się około 55 macew postawionych w latach 1870–1934. Większość płyt posiada czytelne inskrypcje hebrajskie oraz bogate zdobienia, na niektórych zachowały się ślady polichromii.

## Historia
W połowie XIX wieku bodzentyńscy Żydzi podlegali dozorowi bożniczemu w Szydłowcu. Tam też chowali swoich zmarłych. W 1866 zwrócili się do władz powiatowych o przydzielenie terenu pod budowę własnego kirkutu. Wyznaczony plac pod cmentarz, tzw. Krakowiec, stanowił zsekularyzowaną własność kościoła katolickiego i już od kilkunastu lat był wykorzystywany przez społeczność starozakonnych dla celów grzebalnych. Został nieodpłatnie przekazany przez władze gminie żydowskiej. 18 sierpnia 1867 inżynier budowniczy powiatowy Alfons Welke sporządził plan cmentarza i wyznaczył jego granice. Na początku XX wieku kirkut był ogrodzony. W 1933 dokupiono pole w celu powiększenia cmentarza. Ostatni pochówek odbył się w 1942. Po likwidacji bodzentyńskiego getta Niemcy częściowo zdewastowali kirkut. Cmentarz zamknięto dla celów grzebalnych w 1964. W pierwszej dekadzie XXI wieku cmentarz został uporządkowany i odrestaurowany.
Na cmentarzu spoczywa Dorota z Bryczkowskich Herling-Grudzińska – matka pisarza Gustawa Herlinga-Grudzińskiego.